# Moskvitsj 2140
De Moskvitsj 2140 is een middenklasse auto van de autofabrikant AZLK, die tussen 1975 en 1988 in Moskou gebouwd werd. Het is geen nieuw model maar een herziene versie van de Moskvitsj 412, in de Benelux ook aangeboden onder de merknaam Scaldia.

## Geschiedenis
In het kader van de XXV. Partijdag van de Communistische Partij van de Sovjet-Unie verlieten in 1975 de eerste modellen 2138 (met 1,4 litermotor) en 2140 (met 1,5 litermotor) de lopende band. De eerste behield de oude motor van de 408 terwijl de laatste de motor van de 412 overnam en het nieuwe basistype van AZLK werd. Ten opzichte van de 412 had men vooral de vormgeving van het in- en exterieur aangepast (gladdere carrosserie, minder chroom, nieuwe plaatsing van de achterlichten, verzonken deurgrepen, ventilatieroosters opzij). Een bijdrage aan de verbetering van de veiligheid waren de invoering van schijfremmen voor. De van de 412 overgenomen motor kreeg, net als de VAZ 2101 (Lada 1200), een gesloten koelsysteem. Carburateur en stoelen zijn afkomstig van de Lada 2103. Het onderstel met schroefveren voor en een starre as met bladveren achter bleef nagenoeg onveranderd.
Behalve als vierdeurs sedan in verschillende uitvoeringen (o.a. taxi, rechtsgestuurd exportmodel, plattelandsuitvoering met trommelremmen rondom en geschikt voor brandstof met laag octaangehalte) was de 2138/2140 er als combi 2136 (op 2138-basis, voorheen 426) en 2137 (op 2140-basis, voorheen 427), ambulance en pick-up. In Izjevsk werden meer of minder sterk gemodificeerde Moskvitsj-modellen gebouwd, waaronder de IZj 2125, een vijfdeurs hatchback die vanaf 1987 werd afgelost door de eveneens vijfdeurs hatchback IZj 2126, mechanisch nog grotendeels gebaseerd op de 2140.

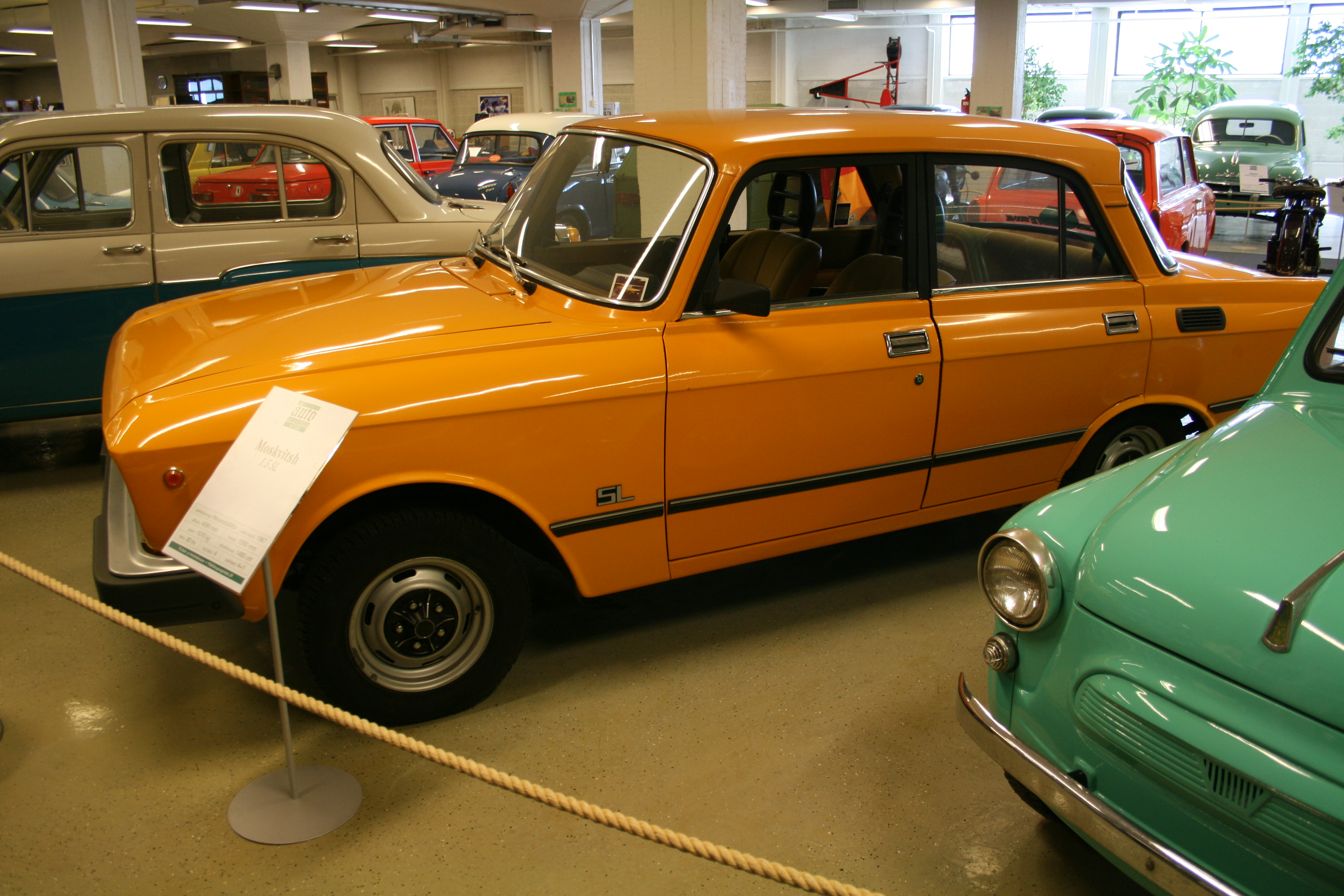
Moskvitsj 1500 SL

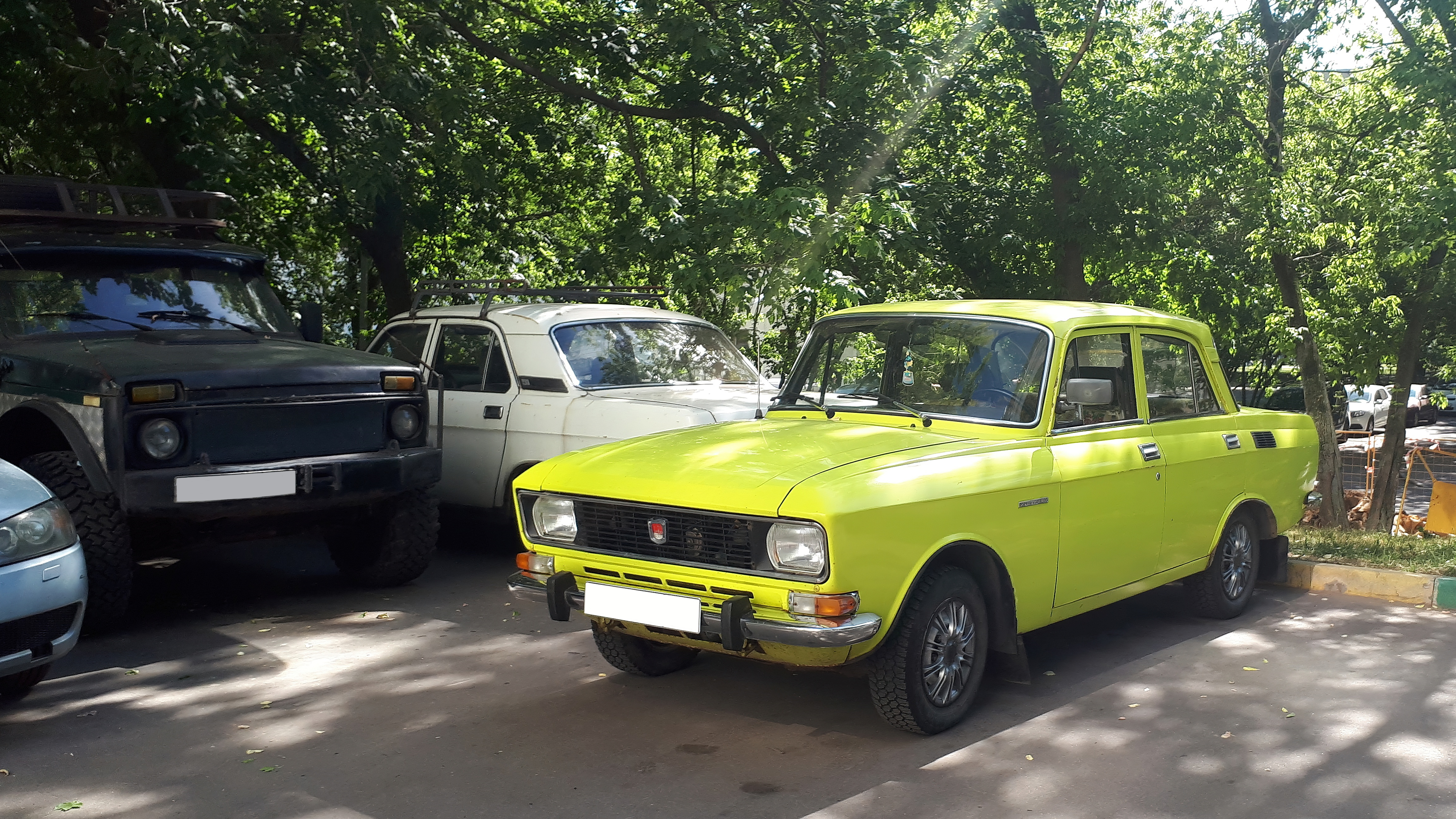
Moskvitsj 1500 SL

Voor de export was er vanaf 1981 een luxueuze 2140-variant met de aanduiding 1500 SL (2140-117). Deze was niet alleen optisch bijgewerkt (o.a. grote kunststof bumpers, grotere achterlichten, gewijzigd dashboard): dankzij de nieuwe Ozon-II-carburateur en door een verkorte achterasoverbrenging ging de auto zuiniger met brandstof om.
In 1986 rolde de 4-miljoenste Moskvitsj van de band en startte de fabriek de parallelle productie van de Moskvitsj 2141 op dezelfde band als de 2138/2140. In de daarop volgende jaren werd de productie van de 2141 opgevoerd ten koste van de 2138/2140. In 1989 had de 2141 de 2138/2140 volledig afgelost.

## In Nederland
In Nederland was Gremi Auto-import de importeur van Moskvitsj. De 1500 werd tot eind jaren '70 aangeboden (voor 9.950 gulden in februari 1978) maar gezien het aanbod van Lada, dat ook door Gremi geïmporteerd werd en bij dezelfde dealers stond, zagen weinig kopers aanleiding de technisch verouderde Moskvitsj aan te schaffen.